# لعشاش قنوفة (النواجي)
لعشاش قنوفة هو دُوَّار يقع بجماعة واد الجديدة، عمالة مكناس، جهة فاس مكناس في المملكة المغربية. ينتمي الدوّار لمشيخة النواجي التي تضم 9 دواوير. يقدر عدد سكانه بـ 45 نسمة حسب الإحصاء الرسمي للسكان والسكنى لسنة 2004.

## روابط خارجية
- البوابة الوطنية للجماعات الترابية نسخة محفوظة 12 مارس 2018 على موقع واي باك مشين.
- المندوبية السامية للتخطيط